# Dolina Śmierci (Bydgoszcz)

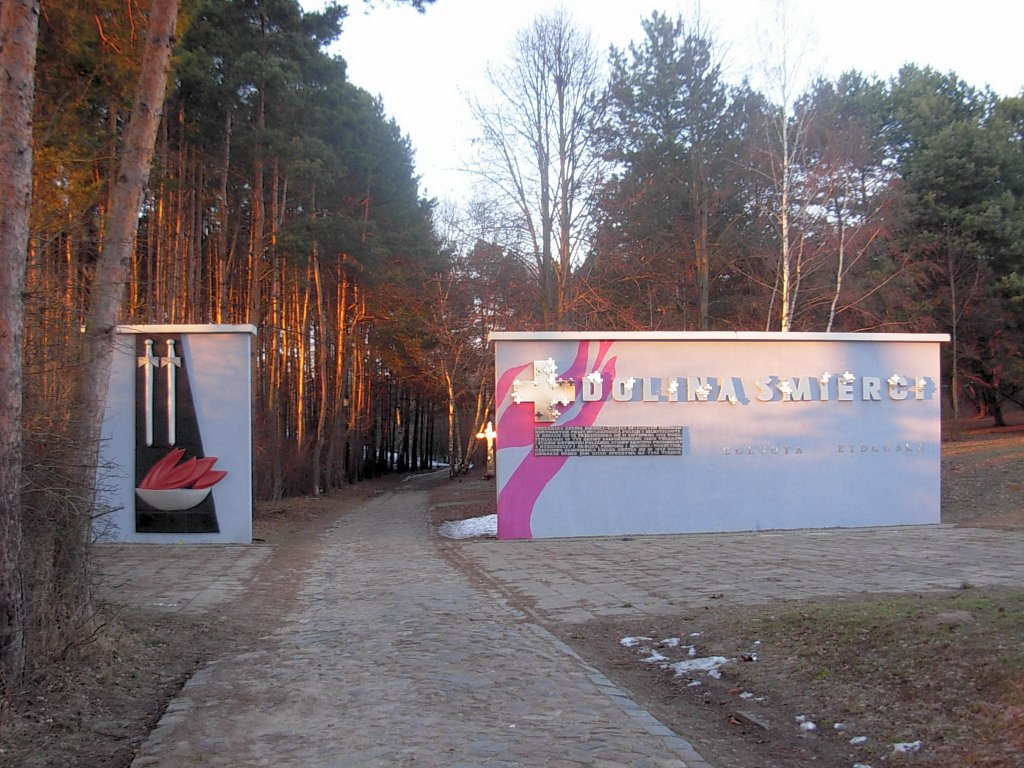
Brama do Doliny Śmierci

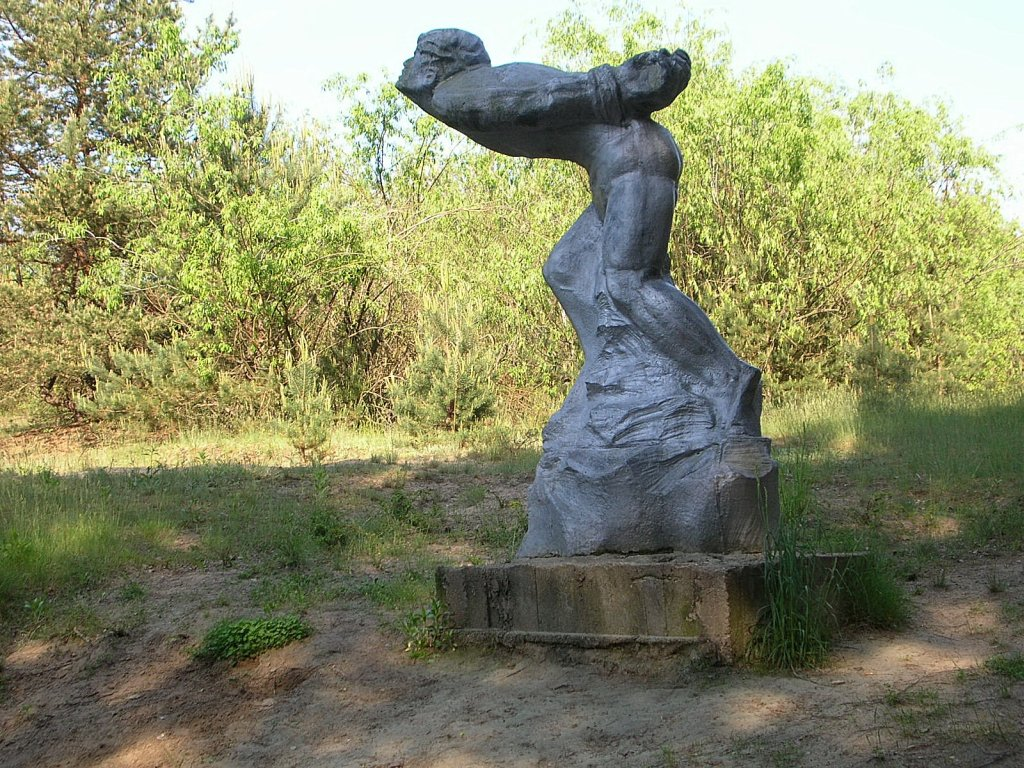
Rzeźba „Idący na stracenie” autorstwa Józefa Makowskiego

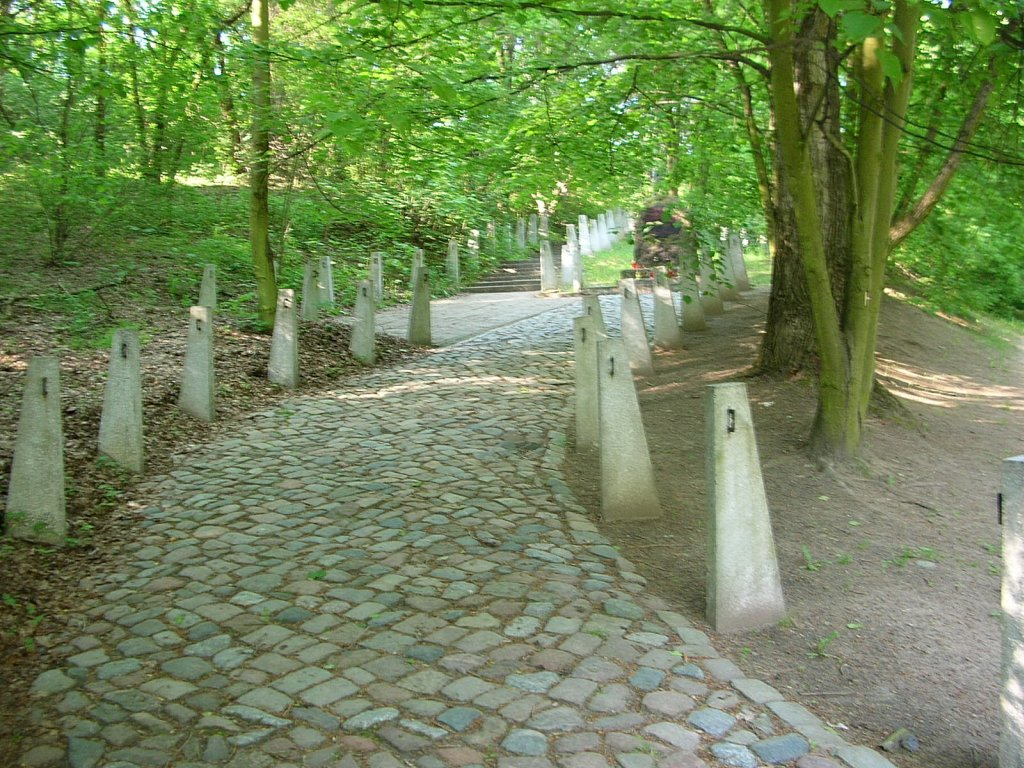
Ścieżka prowadząca do grobów

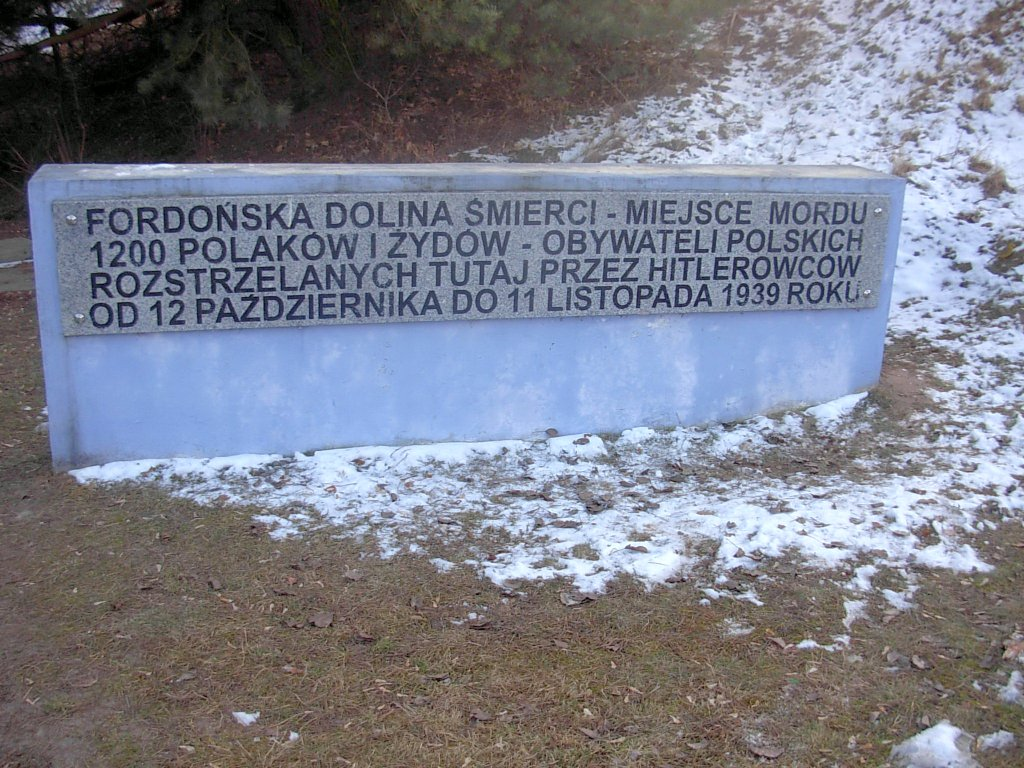
Tablica informacyjna

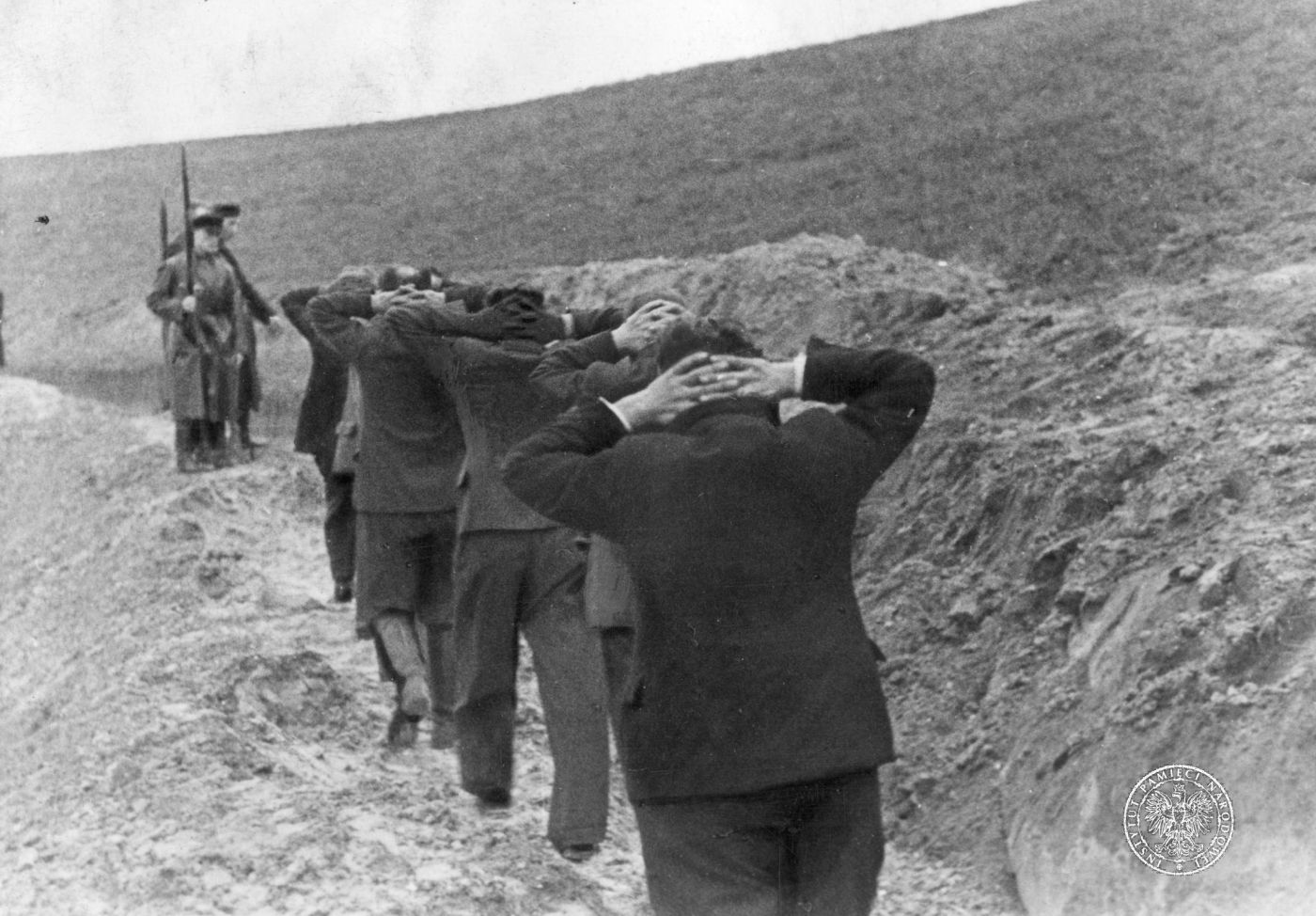
Nauczyciele z Bydgoszczy eskortowani przez tak zwany „Volksdeutscher Selbstschutz”

Dolina Śmierci – miejsce masowego mordu i jednocześnie grobu mieszkańców Bydgoszczy i okolic wymordowanych jesienią 1939 przez członków pomorskiego oddziału Selbstschutzu oraz SS-manów z oddziału Einsatzkommando 16. Fordońska „Dolina Śmierci” jest największą mogiłą zbiorową na terenie Bydgoszczy, a zarazem stanowi najbardziej znany symbol martyrologii mieszkańców miasta.

## Lokalizacja
„Dolina Śmierci” znajduje się na osiedlu Bohaterów w bydgoskiej dzielnicy Fordon. Stanowi malowniczy wąwóz w Zboczu Fordońskim, na terenie Nadwiślańskiego Parku Krajobrazowego.

## Zbrodnia
Jesienią 1939 r., z powodu przepełnienia ciałami masowych grobów przygotowanych w Tryszczynie czy Borównie, Niemcy zaczęli się rozglądać za nowym miejscem na przeprowadzanie zbiorowych mordów. Ich wybór padł na wąską i krętą dolinę, leżącą pomiędzy drugim a trzecim wzniesieniem Wzgórz Miedzyńskich, znajdującą się w odległości około 12 kilometrów na północny wschód od Bydgoszczy. Pierwszą egzekucję mieszkańców Bydgoszczy przeprowadzono w fordońskiej „Dolinie Śmierci” w dniu 10 października 1939 r., a kolejne odbywały się aż do 26 listopada 1939 r.
Historycy nie są w stanie ustalić ilu Polaków i Żydów zostało zamordowanych w „Dolinie Śmierci”, co wynika w dużej mierze z faktu, iż nie odnaleziono żadnych udokumentowanych źródeł zbrodni fordońskiej. Najbardziej prawdopodobna liczba ofiar zbrodni fordońskiej wynosi od 1200 do 1400 Polaków i Żydów.
Po wojnie zwłoki ekshumowanych uroczyście pochowano na cmentarzu honorowym na Wzgórzu Wolności w Bydgoszczy.

## Kompleks martyrologiczny
Po zakończeniu II wojny światowej zainteresowanie miejscem straceń „Dolinie Śmierci” było bardzo duże. Proboszcz parafii św. Mikołaja ks. A. Sylka (w czasie wojny związany z AK) ustawił tam kamienny obelisk, upamiętniający dokonane w tym miejscu ludobójstwo. Na obelisku umocowano tablicę w kształcie liścia klonu z napisem: „Miejsce masowych straceń Polaków pomordowanych przez faszystów hitlerowskich w 1939 roku. Cześć ich pamięci!„
31 sierpnia 1975 r. na wzgórzu nad „Doliną Śmierci” odsłonięto pomnik autorstwa Józefa Makowskiego poświęcony zamordowanym w tym miejscu mieszkańcom Bydgoszczy. Jego kompozycja stylizuje złamane kłosy zboża na wysokich kolumnach jak wyciągnięte ku niebu ręce męczenników. Sam autor wypowiadał się o pomniku następująco:

„Jest to jedno z najpiękniejszych miejsc w Polsce do wyeksponowania, niestety, smutnego pomnika. Marzyłem o wzniesieniu jak najwyżej ponad miasto akcentu architektonicznego. Zaprojektowałem go z dwudziestosiedmiometrowych rur, które nazwałem łodygami, zakończonymi rozkwitającymi pękami kwiatów. U samej podstawy tego pomnika - śmierć, a na samej górze - rozkwitające życie„

Pomnik jest otoczony licznymi tablicami z nazwiskami osób, które tu straciły życie (zobacz zdjęcie). Na nim też widnieje informacja:
Fordońska Dolina śmierci. Miejsce straceń 1200 obywateli polskich. 12 października – 11 listopada 1939).
Pomnik wraz z Doliną stanowi kompleks martyrologiczny, w który wkomponowano alejki, rzeźby, symboliczne groby i tablice pamiątkowe. Odbywają się tam coroczne uroczystości patriotyczne i religijne: apele poległych, Drogi Krzyżowe, procesje oraz misteria Męki Pańskiej.

## Kalwaria Bydgoska – Golgota XX wieku
Od 1947 r. „Dolina Śmierci” jest miejscem odbywania – początkowo potajemnych – nabożeństw Drogi Krzyżowej ku czci pomordowanych. Kiedy w 1982 r. u stóp doliny rozpoczęto budowę wielkiego osiedla mieszkaniowego biskup diecezjalny chełmiński ks. bp Marian Przykucki erygował tu nową parafię pod wezwaniem Matki Boskiej Królowej Męczenników (1983 r.).
Po wizycie papieża Jana Pawła II w Bydgoszczy (1999) i jego apelu o „upamiętnienie męczenników naszych czasów”, powstał pomysł budowy w „Dolinie Śmierci” stacji Drogi Krzyżowej – Golgoty XX wieku. Pierwszą stację poświęcono w 2004 r., ostatnia została ukończona w 2009 r.
Trzynaście stacji Golgoty jest wykonanych w formie 2-metrowych krzyży ze stali nierdzewnej. Natomiast stacja XII (śmierć na Krzyżu) ma formę 24-metrowej ściany, której
najważniejszym elementem jest wizerunek Chrystusa Zwycięskiego w ażurowym krzyżu otoczonym przez mniejsze, symbolizujące męczenników z „Doliny Śmierci”.
Uwieńczeniem starań o wyeksponowanie tego miejsca, było podniesienie 7 października 2008 r. przez biskupa diecezji bydgoskiej bp. Jana Tyrawę pobliskiego kościoła wraz z drogą krzyżową do godności Sanktuarium Królowej Męczenników, Kalwarii Bydgoskiej – Golgoty XX wieku.